# مژدوسوپوچنی
مژدوسوپوچنی (انگلیسی: Mezhdusopochny) یک کوه آتشفشانی در شبه‌جزیره کامچاتکای کشور روسیه است.